# 그로스-느뵈 모형
양자장론에서 그로스-느뵈 모형(영어: Gross–Neveu model)은 2차원 양자장론의 하나이다. 이 이론은 점근 자유성과 등각 변칙 및 손지기 대칭의 자발 대칭 깨짐을 보이며, 이러한 현상 때문에 양자 색역학의 장난감 모형으로 쓰인다.

## 역사
데이비드 그로스와 앙드레 느뵈(André Neveu)가 1974년 도입하였다.

## 정의
그로스-느뵈 모형은 1+1차원의 시공간에서 {\displaystyle N}개의 디랙 스피너 페르미온 {\displaystyle \psi _{a}} ({\displaystyle a=1,\dots ,N})을 포함하는 양자장론이며, 그 라그랑지언은 다음과 같다.
{\displaystyle {\mathcal {L}}={\bar {\psi }}_{a}\left(i\partial \!\!\!/-m\right)\psi ^{a}+{\frac {g^{2}}{2N}}({\bar {\psi }}_{a}\psi ^{a})^{2}}
여기서 {\displaystyle g}는 무차원 결합 상수이다.

## 성질
그로스-느뵈 모형은 U(N) 맛깔 대칭 및 다음과 같은 {\displaystyle \mathbb {Z} /2} 손지기 대칭을 가진다.
{\displaystyle \psi ^{a}\mapsto \gamma _{3}\psi ^{a}}
{\displaystyle {\bar {\psi }}\mapsto -{\bar {\psi }}\gamma _{3}}
맛깔 대칭은 깨지지 않지만, 손지기 대칭은 (양자 색역학의 손지기 대칭과 유사하게) 자발 대칭 깨짐을 겪는다. 즉, 진공 기댓값 {\displaystyle \langle {\bar {\psi }}^{a}\psi ^{a}\rangle }이 생기게 되며, 이에 따라 페르미온은 질량을 가지게 된다.
또한, 이 이론은 {\displaystyle 1/N} 섭동 이론을 가진다. {\displaystyle g}를 고정시키고 {\displaystyle 1/N}으로 전개하자. 그렇다면, {\displaystyle N}에 대한 최고차항들만 남긴 이론은 양자 적분가능계이며, 정확히 풀 수 있다 (exactly solvable).
이 이론에서 {\displaystyle g}는 무차원 결합 상수이지만, 재규격화군 흐름을 갖는다. 높은 에너지에서는 {\displaystyle g\to 0}이므로, 점근 자유성을 갖는다.

## 같이 보기
- 슈윙거 모형
- 티링 모형